# Prosaptia contigua
Prosaptia contigua là một loài dương xỉ trong họ Polypodiaceae. Loài này được G. Forst. C. Presl mô tả khoa học đầu tiên năm 1836.